# Baleyrān
Baleyrān (persiska: بليران) är en ort i Iran.   Den ligger i provinsen Mazandaran, i den norra delen av landet, 120 km nordost om huvudstaden Teheran. Baleyrān ligger 169 meter över havet och antalet invånare är 101.
Terrängen runt Baleyrān är huvudsakligen kuperad, men norrut är den platt. Runt Baleyrān är det ganska tätbefolkat, med 149 invånare per kvadratkilometer. Närmaste större samhälle är Āmol, 14,3 km nordväst om Baleyrān. I omgivningarna runt Baleyrān växer i huvudsak blandskog.